# 螺仔餅

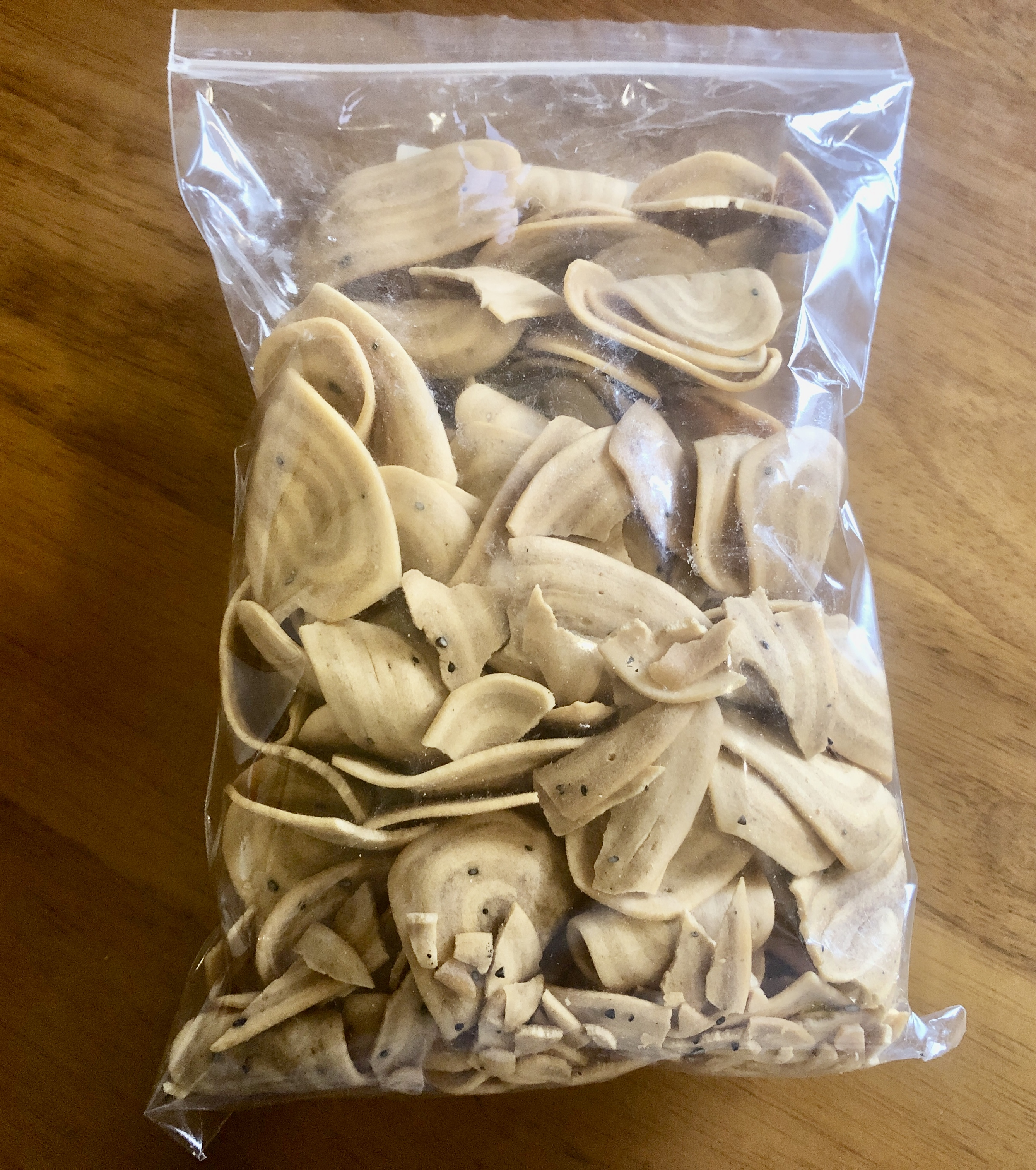
臺灣螺仔餅

螺仔餅（英語：Spiral Cookies），又稱露螺仔餅，是一種臺灣餅乾。其外形有如螺殼上的螺旋線而得其名，又因長得像貓耳朵、豬耳朵，也因此稱之。

## 材料
麵粉、砂糖、水、植物油為主，其它成份則視做法及口感需求而有不同。餅乾之所以會出現螺旋線，這是由於兩種顏色的麵糰桿成皮狀，再將彼此疊合而捲成柱狀，以刀切割成每一片厚度相當的餅乾，就可以看出每一片餅乾都帶有螺旋線，經過烘烤後成形，即可食用。
在台灣，市面販售的螺仔餅會添加黑芝麻，有的包裝則會寫成「豬耳朵」，於雜貨店、糕餅店、超商及超市都會出現的零嘴。